# Унгарско завладяване на Панония
Унгарското завладяване на Панония и Карпатския басейн (на унгарски: Honfoglalás) е период от историята на Унгария, обхващащ втората половина на IX век до 896 г., когато седемте унгарски племена начело с Арпад и Курсан напускат степите на Северното Черноморие и през Източните Карпати се заселват в Панония и Карпатския басейн на река Дунав. 
Унгарското преселение се налага, понеже маджарите са разбити от цар Симеон Велики в решителна битка при Южен Буг.